# Teresa Giménez Barbat
María Teresa Giménez Barbat (Barcelona, 4 de juny de 1955) és una escriptora i política espanyola. És una eurodiputada integrada en el grup de l'Aliança dels Liberals i Demòcrates per Europa.